# Chris Furrh
Chris Furrh (San Marcos, 18 dicembre 1974) è un attore statunitense, diventato famoso per aver recitato nel film Il signore delle mosche, in cui interpreta Jack, un ragazzino aggressivo che ama incutere paura..

## Filmografia
- Il signore delle mosche (1990)
- Exile (1990)
- Un nonno, quattro nipoti e un cane (1990)